# Мирин из Пэйсли

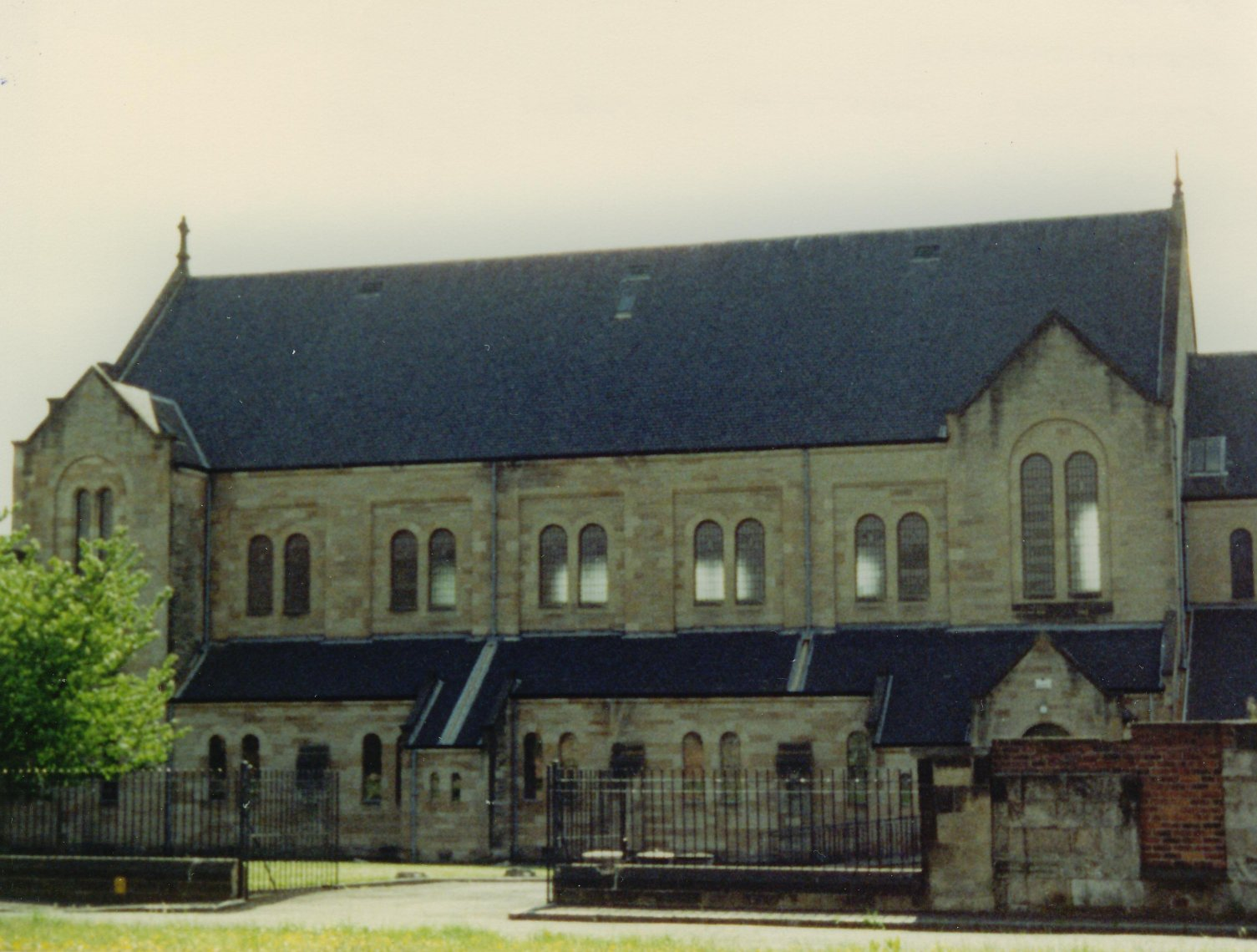
Собор святого Мирина, Пейсли, Шотландия

Мирин  (род. в 565 году, умер в 620 году) — святой игумен из Пейсли. День памяти — 15 сентября.

## Житие
Святой Мирин (Mirin, Mirren, Merinus, Merryn) или Медхран (Meadhran) был ирландским монахом. Он основал монастырь в Пейсли (Paisley), что в Ренфрушире (Renfrewshire), Шотландия. Его усыпальница стала местом паломничества.
Св. Мирин был современником св. Колумбы из Айоны и учеником св. Комгалла. Его почитают святым покровителем Пейсли.
В честь Святого Мирина был назван остров Инчмаррин.